# سورتلند
سورتلند (به لاتین: Sortland) یک شهرک در نروژ است که در نوردلاند واقع شده‌است. سورتلند ۷۲۱٫۹۲ کیلومتر مربع مساحت و ۱۰٬۳۷۸ نفر جمعیت دارد.

## نگارخانه

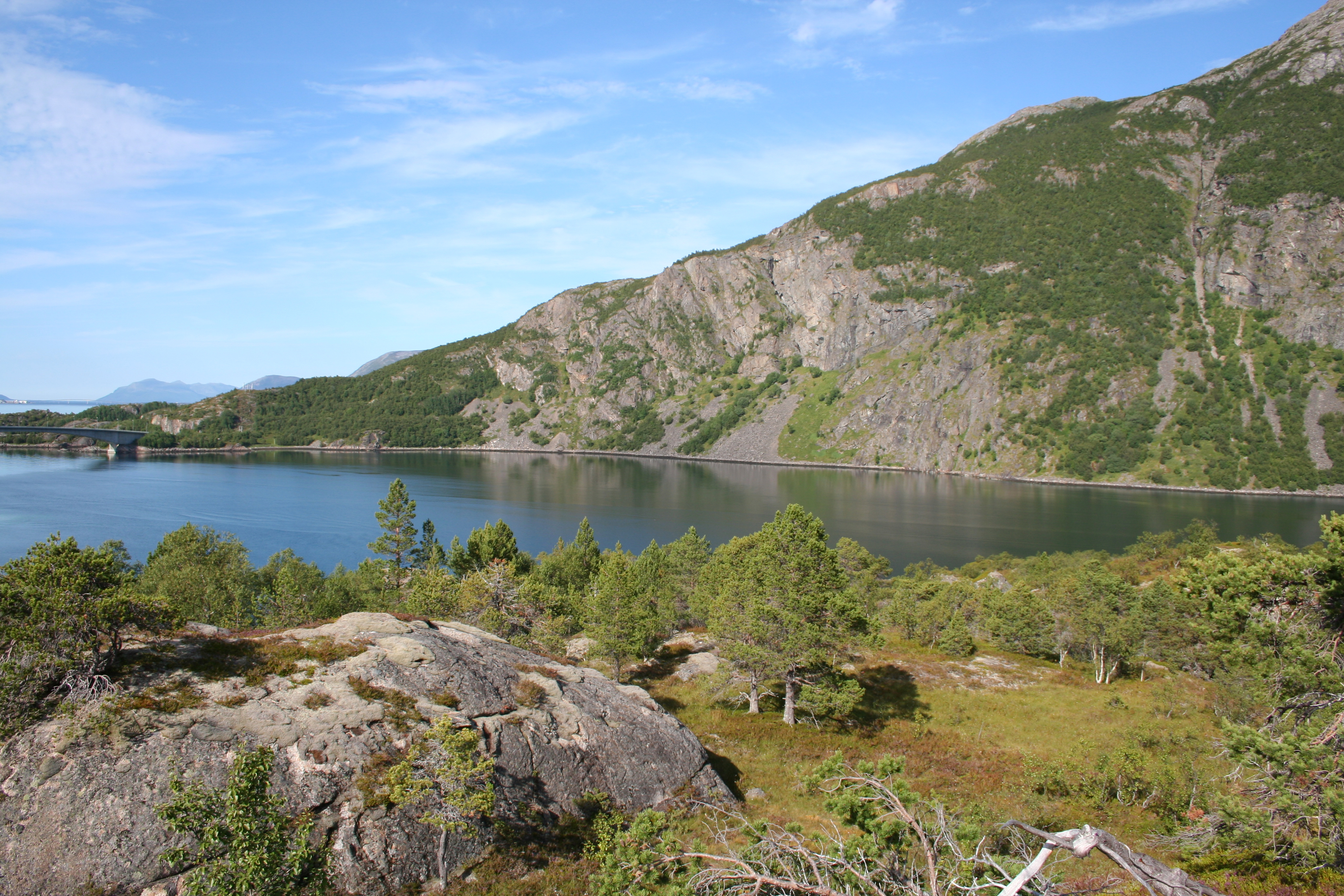
Djupfjorden in Sortland
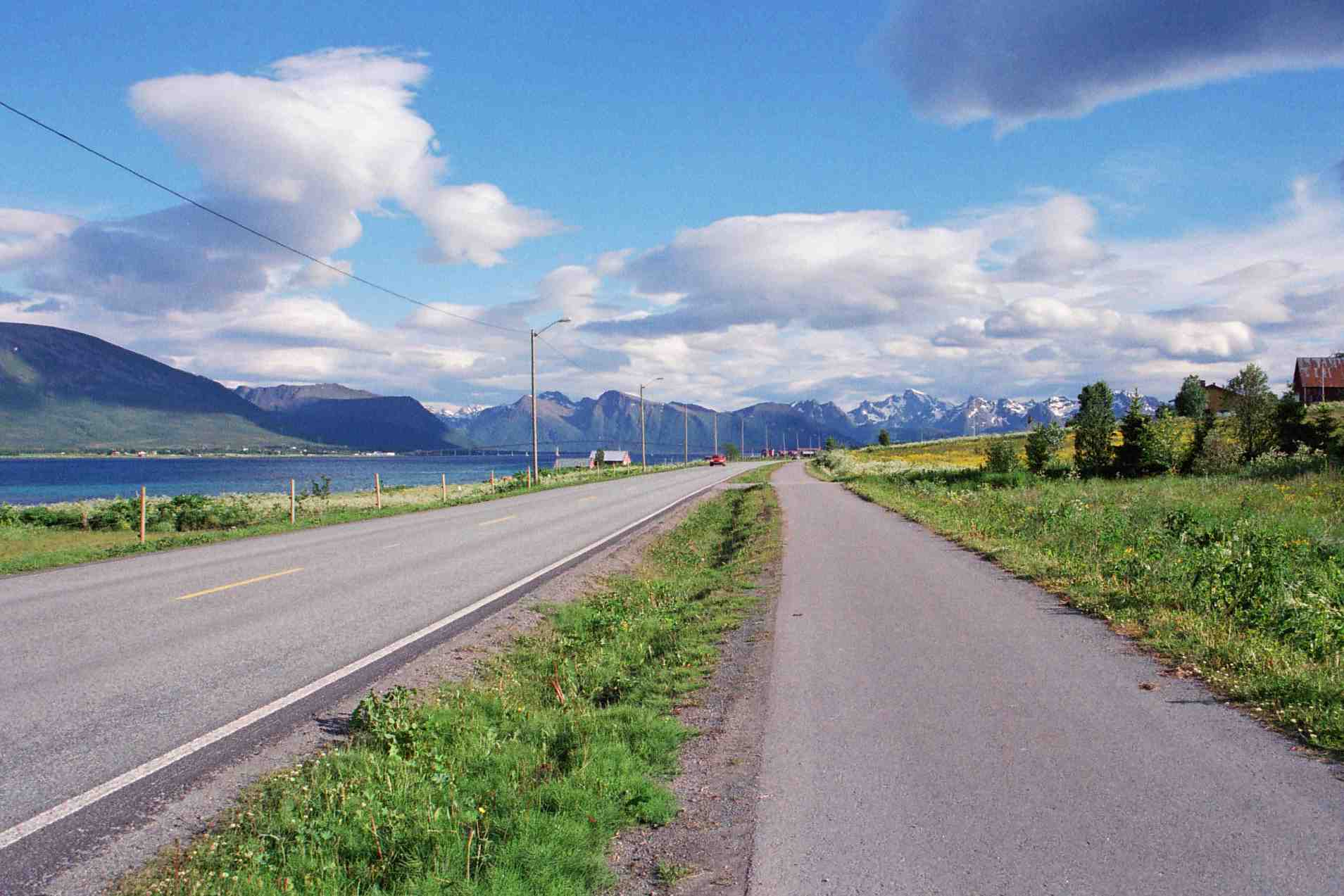
View from Sortland looking south
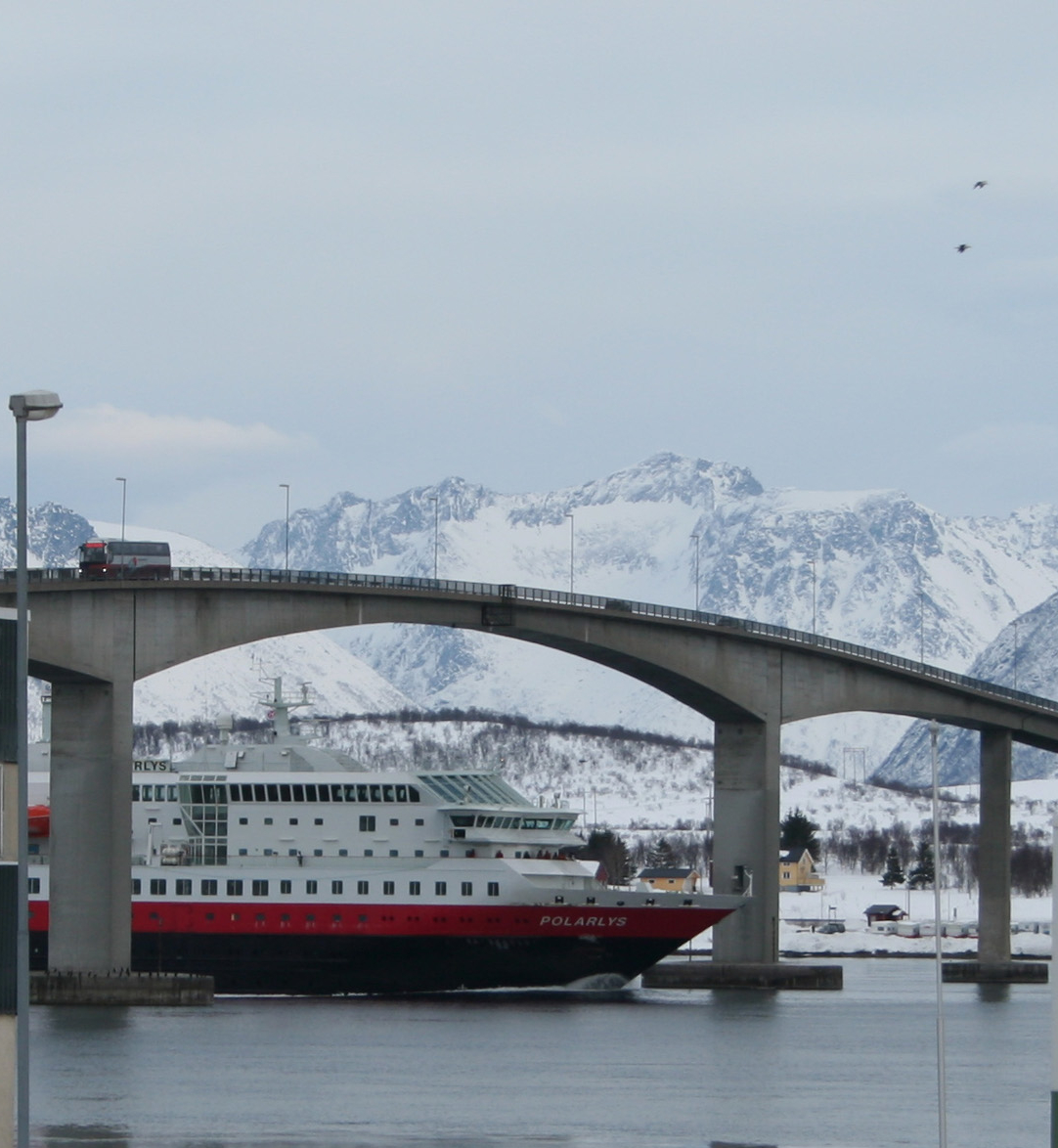
Sortland Bridge and Hurtigruta, February 2007.
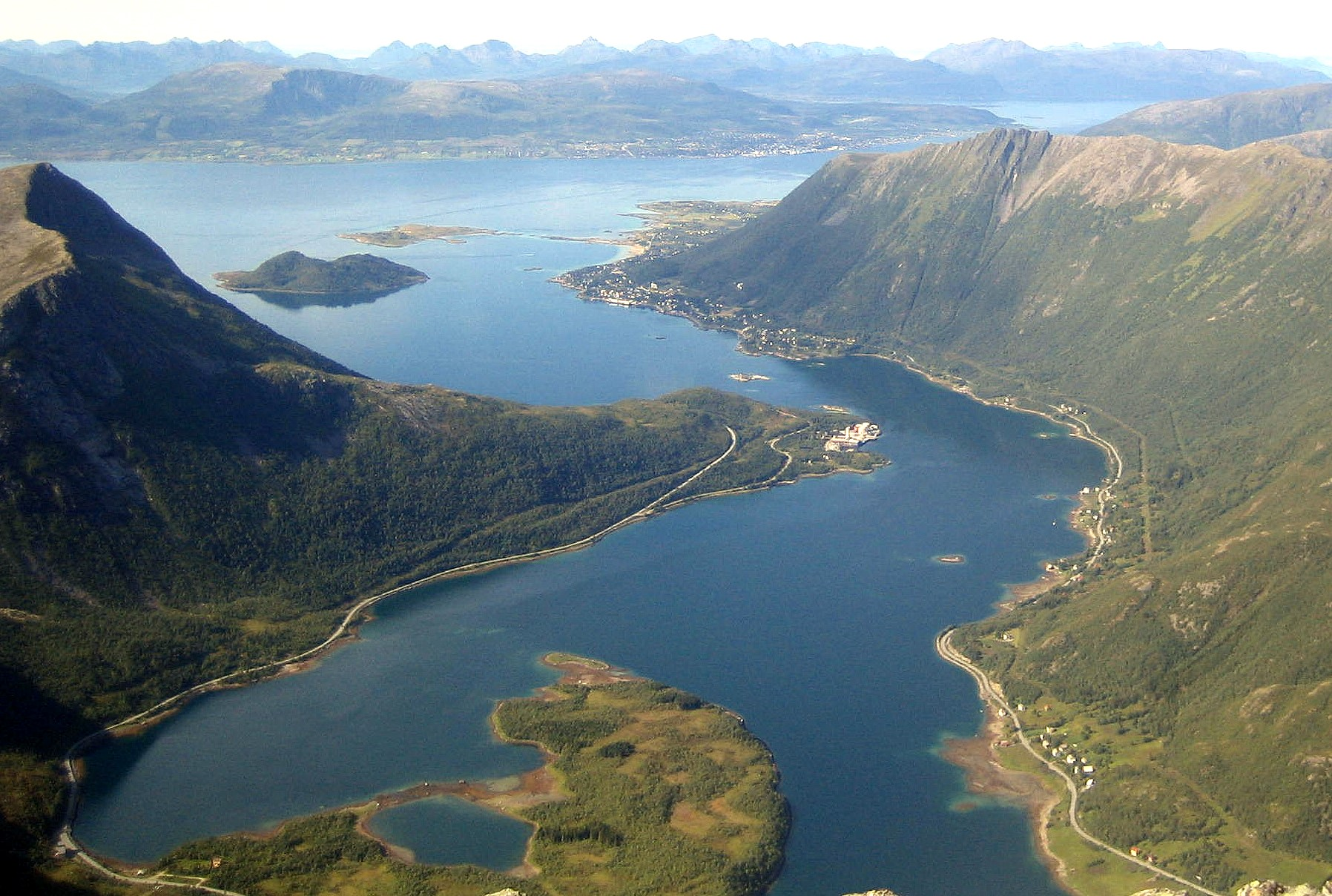
View of the Sigerfjorden. The village closest is Sigerfjord, and across the sound in the background is Sortland town.